# Megachile fuscitarsis
Megachile fuscitarsis är en biart som beskrevs av Cockerell 1912. Megachile fuscitarsis ingår i släktet tapetserarbin, och familjen buksamlarbin. Inga underarter finns listade i Catalogue of Life.